# مونترستا
مونترستا، (بالإنجليزية: Montresta)‏، هي بلدية، في مقاطعة أوريستانو في إقليم سردينيا الإيطالي، وتقع على بعد حوالي 140 كم (87 ميل) شمال غرب كالياري, وحوالي 50 كم (31 ميل) إلى الشمال من أوريستانو. اعتبارا من 31 ديسمبر 2004، كان عدد سكانها 594 مساحة 23.8 كيلومتر مربع (9.2 ميل مربع).

## السكان
في سنة 1861 بلغ عدد السكان 654 نسمة، وتطور العدد ليصل في سنة 2011 لـ 535 نسمة.
يظهر هذا المخطط البياني تطور النمو السكاني لـ مونترستا